# Aldo Cibic
Aldo Cibic (nacido en 1955 en Schio, Vicenza, Italia) es un diseñador italiano.

## Carrera
A la edad de 22 años, Aldo trabajaba en el estudio de Ettore Sottsass. En 1980 se convirtió en socio fundador del estudio Sottsass & Associati.  Ese mismo año, en colaboración con Sottsass, Cibic se convirtió en miembro fundador de Memphis Group , una asociación colectiva dedicada al diseño y la arquitectura. El grupo Memphis permanecería activo hasta 1987.  La experiencia de Memphis llevó a Cibic a asumir un enfoque experimental como norma. 

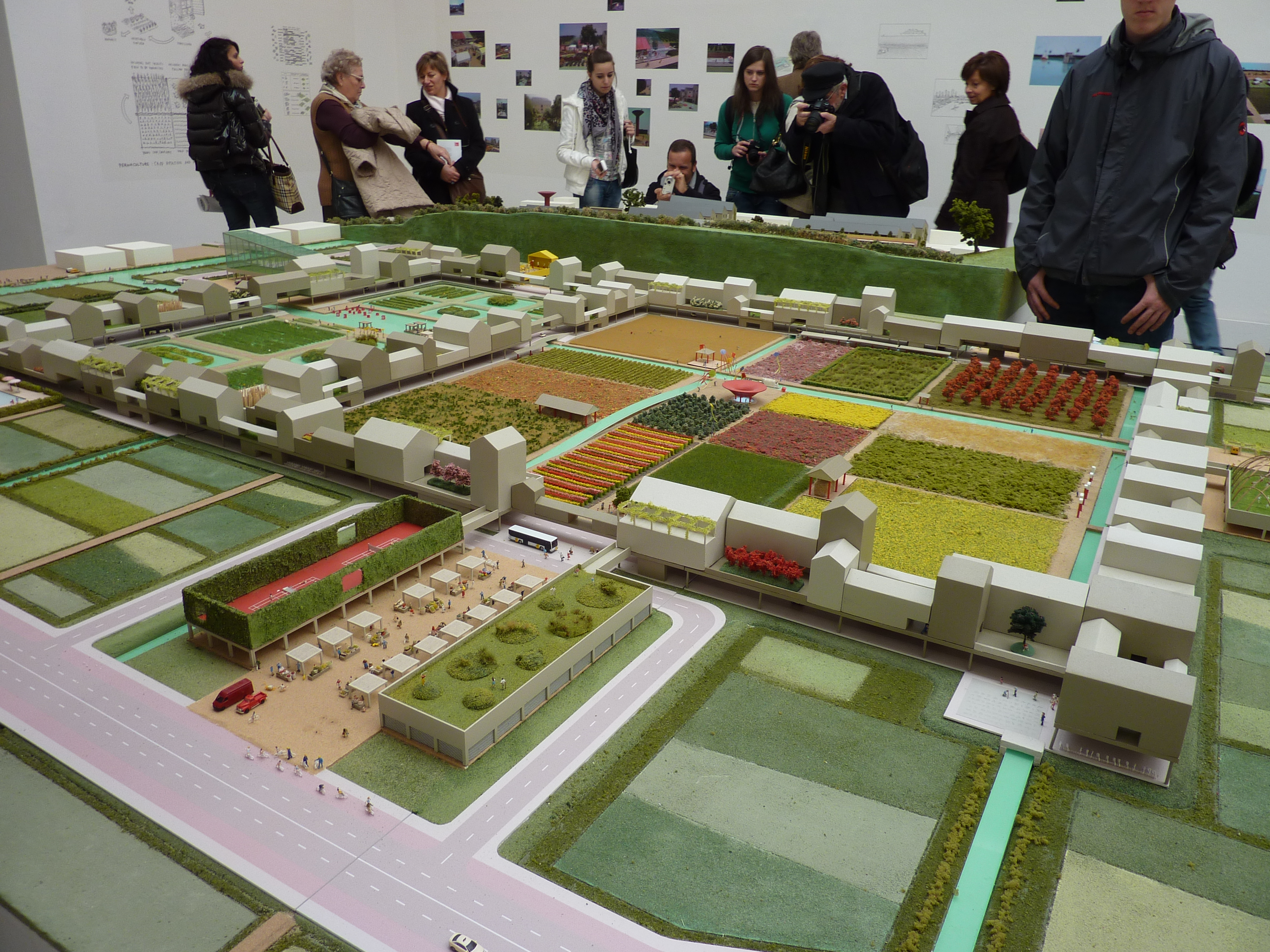
Travail propuesta por Aldo Cibic durante la Bienal de Venecia en 2011

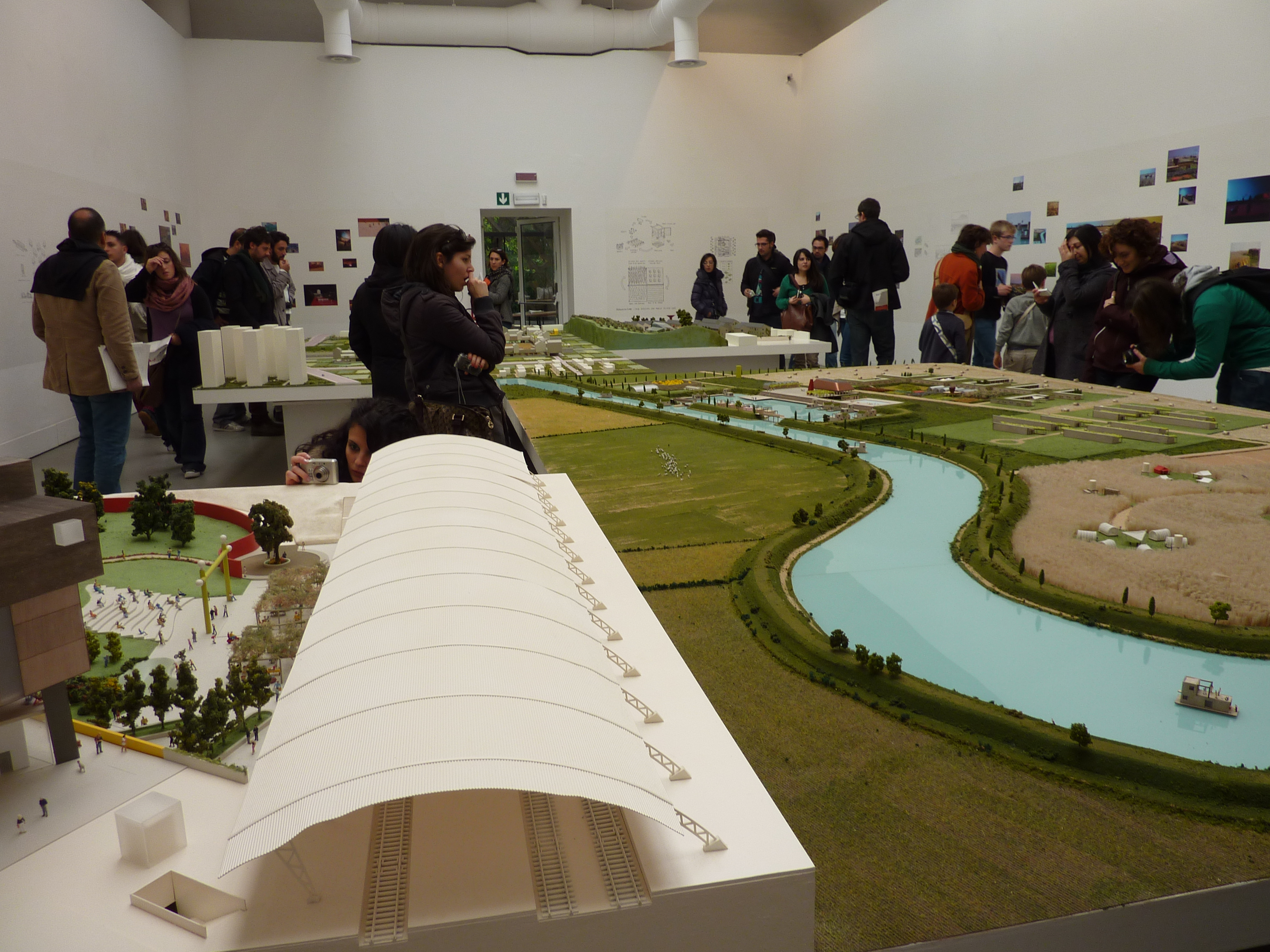
Repensar la felicidad durante la Bienal de Venecia de 2010

Decisiva la relación con Ettore Sottsass, que lo eligió como socio cuando Aldo tenía veintitantos años, y en su última entrevista declara: “No creo haber dejado ningún rastro de mi trabajo, tal vez algo en Aldo Cibic”. 
Hacia finales de los años 80, Aldo comenzó a reflexionar sobre un concepto más personal de creatividad, lo que inspiró el lanzamiento de su primer proyecto independiente. Siguiendo su idea de un diseño más humano y menos heroico, optó no sólo por diseñar objetos para el hogar, sino también por venderlos. Presentó su primera colección de producción propia, titulada “Standard”,  al público desde su loft en Milán, inaugurando una tradición de exposiciones improvisadas, que desde entonces se han convertido en un medio para probar sus proyectos de diseño y continúan guiando su investigación.
Su actividad investigadora en el campo del "diseño de innovación social" se ha desarrollado a través de la docencia en diversas escuelas de Diseño y Arquitectura (Domus Academy Milán, Politecnico Milán, IUAV Venecia, Tongji University Shanghai). Empezando por la Empresa Familiar , en la iniciativa "The Solid Side", lanzada en colaboración con Philips Corporate Design en la Domus Academy a principios de los años 1990, ha producido proyectos pioneros, como New Stories New Design (2002), y CitizenCity (2003). Estos proyectos de investigación fomentaron una relación dinámica entre las personas y el espacio y ofrecieron un nuevo modo de diseñar lugares basado en interacciones sociales, girando en torno a un tema central: la interpretación de la sostenibilidad. Una experiencia que culminó con el proyecto "Microrealidades"  presentado en la Bienal de Venecia en 2004.
Para la 12.ª edición de la Bienal de Venecia en 2010, Kazuyo Sejima invitó a 43 artistas , incluido Aldo Cibic, para proponer un proyecto llamado "Repensar la felicidad"  destinado a crear y mejorar la felicidad en nuevas comunidades a través de 4 proyectos únicos. Aldo Cibic invitó a arquitectos, agrónomos, diseñadores, sociólogos y consultores energéticos para los proyectos.
En 2015, fue curador del Pabellón de Venecia en la 56.ª Exposición Internacional de Arte de Venecia,  explorando las declinaciones del proceso creativo entre la globalización y las raíces territoriales.
En 2019, Aldo Cibic fue seleccionado como Experto Extranjero de Alto Nivel por la Administración Estatal de Asuntos de Expertos Extranjeros de la República Popular China.
Aldo Cibic es profesor honorario de la Universidad Tongji de Shanghái.
En 2021 ha sido nombrado Profesor Honorario de Estudios Urbanos en la Academia de Ciencias Sociales de Shanghái .
Sus piezas de diseño y dibujos se exhiben en las colecciones permanentes del Museo Stedelijk de Ámsterdam, el Museo Groninger , el CCA (Centro Canadiense de Arquitectura) de Montreal, el Museo Victoria and Albert de Londres, el Museo Trienal de Diseño Italiano de Milán y el Centro Pompidou de París.
Aldo Cibic ha sido incluido por la revista de arquitectura Domus en la guía de los mejores arquitectos del mundo “100+ mejores estudios de arquitectura 2019”. Entre otras cosas, los editores de Domus, Alessandro Mendini y Joseph Grima, propusieron una selección para dar voz a prácticas que muestran cómo "la arquitectura social puede florecer realmente en el futuro".

## Taller Cibic
Utilizando la investigación sobre el diseño, Cibic Workshop observa el entorno construido desde una perspectiva diferente y en una escala diferente. El individuo se convierte en el foco central, junto con su complejo sistema de relaciones, su capacidad de imaginar e inventar, de descubrir nuevas oportunidades y de aprovechar el cambio.
Cibic Workshop se centra en tipos de proyectos sostenibles alternativos destinados a mejorar áreas locales enteras y definir una nueva conciencia cultural, emocional y ambiental del espacio público.
En 2020, Cibic Workshop abrió una nueva oficina en Shanghái, con un enfoque en la creación de objetos, espacios y comunidades significativos y culturalmente relevantes, tanto públicos como privados, abordando los problemas que consideramos más importantes para la sociedad actual.
Áreas clave de trabajo:
- Belleza accesible para espacios domésticos
- Paisajes comunales que crean un sentido de comunidad y responsabilidad por los espacios y entornos compartidos.
- The New Old, nuevo diseño a partir de materiales antiguos.

### Proyectos de Investigación en Diseño seleccionados
- NICE 2035 Urban Renovation Project Art Direction, Shanghái, 2018
- Looking ahead. The evolution of the art of making. 9 stories from Veneto: digital – not only digital, Venice Pavilion, 56th Biennale Venezia, 2015
- Freedom Room: Triennale di Milano, Milán 2013
- Toward Expo Milano 2015, Milán, 2011
- Rethinking Happiness: Biennale di Venezia, Venice, 2010
- Perché Design?: CibicWorkshop Project 2006
- 10th Biennale of Architecture: Art Direction, Exhibition Design, Venice 2006
- A Perfect Weekend: Design Research and Exhibition, Cibic & Partners Studio, Milán 2005
- Microrealities: Biennale di Architettura, Venice 2004
- New Stories New Design: Biennale di Architettura, Venice 2004
- Citizen_city: Design Research, Milán 2003
- Smart Home Fitness: Design Research, Milán 1998
- Family Business: The Solid Side, Domus Academy, Milán 1984

## Publicaciones
- Aldo Cibic, "The Role of Design in the Relationship between China and te Word", in David Gosset (editor ), China and the World - Volume 3, Il Mulino, Bologna, 2022 ISBN 978-88-15-38252-8
- Aldo Cibic (editor), Looking ahead. The evolution of the art of making. 9 stories from Veneto: digital – not only digital, Marsilio, Venezia, 2015 ISBN 978-88-317-2250-6
- Cibicworkshop, COMODO, Freedom Room, Vicenza, 2013
- AAVV, Verso Expo Milano 2015, Electa, Milano, 2011, ISBN 9788837085483
- Cristina Morozzi, Progetti di riconciliazione, in Interni, Marzo 2011
- Aldo Cibic, Rethinking Happiness -Do unto others as you would have them do unto you. New realities for changing lifestyles, Corraini Edizioni, Mantova, 2010, ISBN 9788875702656
- Chen Yong Qun Deng Aldo Cibic Italian designer,Tongji University Press, 2009
- AAVV, Progetti & Paesaggi, Mondadori, Milano, 2008
- Aldo Cibic e Cibic&Partners, Microrealities A project about places and people, Skira, Milano, 2006 ISBN 8876248617
- Burigana, M. Ciampi, Italian Designers at Home, Verbavolant, Londra, 2006, ISBN 1-905216-05-X
- Andrea Branzi, Un riformismo colorato, in Interni, Dicembre 2005
- Frida Doveil, Aldo Cibic, Abitare Segesta, Milano, 2005 ISBN 88-86116-66-7
- Cibic & Partners, Aldo Cibic e Erin Sharp, Citizen City, Milano 2003
- AAVV, Aldo Cibic Designer, Skira, Milano, 1999, ISBN 8881185830
- Aldo Cibic e Xavier Moulin, Smart Home Fitness, I.D.S. Editions, Milano, 1998, ISBN 2-9512509-0-8
- Aldo Cibic e Erin Sharp, Family Business, in Ezio Manzini e Marco Susani (a cura di), The Solid Side, V+K Publishing, Naarden, Olanda, 1995
- AAVV, Sottsass Associati, Rizzoli International Publications, Inc. New York 1988 (ed. It. L’Archivolto, Milano, 1989)
- Barbara Radice, Memphis. Ricerche, esperienze, risultati, fallimenti e successi del Nuovo Design, Electa, Milano 1984
- Barbara Radice(editor), Memphis. The new international style, Electa, Milano 1981

## Honores
2023 -  Caballero de la Orden del Mérito de la República Italiana. 
2023 - Premio Magnolia Plata - del Municipio de Shanghái, en reconocimiento a las contribuciones al desarrollo de la ciudad y a los intercambios internacionales.